# Trichomanes sprucei
Trichomanes sprucei là một loài thực vật có mạch trong họ Hymenophyllaceae. Loài này được Baker mô tả khoa học đầu tiên năm 1867.